# Langues waykuruanes
Les langues waykuruanes  (ou waikuruanes, guaycuruanes) sont une famille de langues amérindiennes d'Amérique du Sud, parlées, au Brésil, en Argentine et au Paraguay.

## Classification
- Waykuruan stricto sensu
  - Le mbayá, langue éteinte et son descendant contemporain,
    - Le kadiwéu
- Waykuruan du Sud
  - Le toba
  - Le pilagá
  - Le mocoví
  - L'abipón, langue éteinte